# Jurij Janovs'kyj
Jurij Janovs'kyj (Elizavetgrad, 14 agosto 1902 – Kiev, 25 febbraio 1954) è stato uno scrittore ucraino.
Rivoluzionario di estrazione borghese, innovò la letteratura inserendovi la vivida espressività tipica del cinema. Tra le sue opere si ricordano Il guardiano della nave (1928), Quattro sciabole (1930), ma, soprattutto, I cavalieri (1935).